# Гаметогенез
Гаметогенез (від гамети й грец. genesis — походження) — процес формування та утворення статевих клітин — гамет.
Гаметогенез у тварин і рослин протікає по різному, залежно від місця мейозу в життєвому циклі цих організмів. Чоловічі гамети розвиваються в чоловічих сім'яниках. Сперматозоїди після досягнення чоловіком статевої зрілості, утворюються практично протягом усього життя.
Жіноча статева клітина — найбільша в організмі. Не рухлива, має круглу чи овальну форму (діаметр 140–160 мкм). Яйцеклітина має середовище, яке забезпечує розвиток зиготи.
Гаметогенез починається в організмі людини під час ембріонального розвитку.